# Kamień runiczny ze Skivum

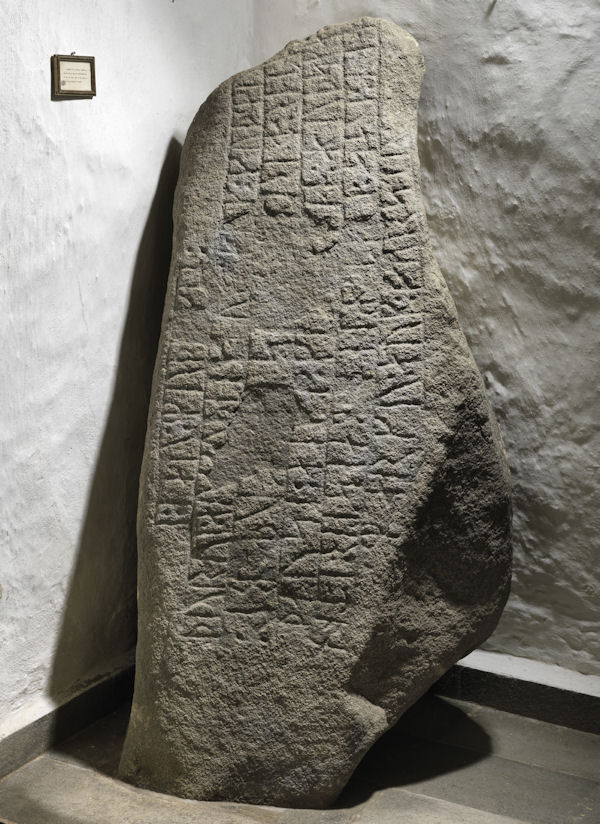
Kamień runiczny ze Skivum

Kamień runiczny ze Skivum (DR 133) – datowany na okres między 900 a 1020 rokiem kamień runiczny, znajdujący się w kościele w Skivum w gminie Aalborg w Danii.
Granitowy obelisk ma 198 cm wysokości, 93 cm szerokości i 50 cm grubości. Wzmiankowany po raz pierwszy w 1654 roku, znajdował się wówczas na terenie przykościelnego cmentarza. W 1850 roku przeniesiono go do wnętrza świątyni. Na jego powierzchni wyryta została pisana bustrofedonem inskrypcja runiczna o treści:
: þau : muþ(r)kin : ¶ þurui : auk (:) uþinkau(r) : a(u)k : kuþmu¶ntr : þri- (:) --is(þ)- (:) kumbl : ¶ þausi : aift : ki-- : (h)in : huþska ¶ hon : uas : l(o)nt:mono : baistr : i : ton¶marku : auk : furstr :
co znaczy:
Matka Thyra oraz synowie Odinkar i Gudmund, tych troje wzniosło ten pamiątkowy kamień dla Gisli. Był on najlepszy i pierwszy spośród majętnych w Danii.